# Perameles bowensis
Perameles bowensis — вид сумчастих із родини бандикутових (Peramelidae). Викопні рештки знайдено у пліоценовому шарі в Новому Південному Вельсі. Є одним із найстаріших і найпримітивніших з Peramelidae.

## Морфологія й порівняння
P. bowensis був меншим за плейстоценового Perameles sobbei з південно-східного Квінсленду, який, ймовірно, є найближчим родичем. Інші відмінності між зазначеними видами спостерігаються у верхніх зубних рядах. Інший вид Perameles із пліоцену, P. allinghamensis, є маловідомим і його зв'язок з іншими видами Perameles є невизначеним (це може навіть бути окремий рід).

## Середовище проживання
P. bowensis був знайдений на дорозі поблизу крихітного містечка Боу на сході Нового Південного Уельсу. Голотип зберігається в Австралійському музеї в Сіднеї.
Відклади Боу ідентифікуються як піщані річкові відкладення. У цій частині східного Нового Південного Уельсу в пліоцені було багато річок, утворюючи великі алювіальні відкладення. На початку пліоцену велика частина Нового Південного Уельсу, як і решта Австралії, була теплим помірним евкаліптовим лісом, і випадало багато опадів. У другій частині пліоцену клімат охолодився, і регіон став сухішим.

## Поведінка, відтворення
Аналогічно до сучасних видів, P. bowensis, імовірно, їв безхребетних (дорослих особин і личинок), плоди, гриби, насіння і, можливо, включав у свій раціон інших дрібних тварин. P. bowensis ймовірно мали коротку вагітність.